# Kozjak Začretski
Kozjak Začretski is een plaats in de gemeente Sveti Križ Začretje in de Kroatische provincie Krapina-Zagorje. De plaats telt 250 inwoners (2001).